# Actionnisme viennois
L'actionnisme viennois est un mouvement artistique court et très radical des années 1960 qui se veut une tentative indépendante de développer un art de la performance (à l'instar de Fluxus, etc.). 
Ses principaux représentants sont Günter Brus, Abino Byrolle, Otto Muehl, Hermann Nitsch ainsi que Rudolf Schwarzkogler. 
Les peintres Adolf Frohner, Alfons Schilling, etc., les membres du Wiener Gruppe et le psychanalyste Josef Dvorak[Qui ?] en furent proches. En tant qu'« actionnistes », ils ont été actifs entre 1960 et 1971. Plusieurs d'entre eux ont continué leur travail artistique dans une voie indépendante jusqu’après les années 1970.

## L'implication totale du corps
À partir de la fin de la Seconde Guerre mondiale, le corps humain est envisagé et utilisé différemment par les artistes. Il n'est plus un simple modèle, il est impliqué dans le processus de création : on parle alors de performance. 
Le terme actionnisme vient du mot action, synonyme de performance. Les actionnistes viennois utilisent le corps (le leur ou celui des autres) souvent de façon outrageante et violente pour la création.
Les actionnistes sont proches des spectateurs, contrairement à l'art classique qui instaure une distance : il n'y a pas d'allégorie comme dans les toiles classiques, la violence est représentée de façon objective. Le corps devient le médium et le matériau pour créer et représenter l’œuvre des actionnistes.
Dans l'art classique, il est typique de représenter des corps mutilés : c'est une représentation religieuse à portée moralisatrice, il ne s'agit pas d'une représentation du réel. 
Loin des codes académiques, l'actionnisme viennois vient exprimer la souffrance du réel au travers du corps mutilé.  À partir de 1950, leurs performances deviennent une réponse à la boucherie de la Seconde Guerre mondiale, à la violence que les corps prolétaires subissent, ou encore à l'avènement des machines.

## Filmographie
Certaines performances de ce mouvement ont été filmées, parfois par les artistes eux-mêmes, parfois par des réalisateurs expérimentés :
- 1965 : Bodybuilding de Ernst Schmidt Jr.
- 1966 : Filmreste de Ernst Schmidt Jr.
- 1966 : Das Ohr de Helmut Kronberger
- 1968 : Kunst & Revolution de Ernst Schmidt Jr.
- 1964-1971 : Les Action Films de Kurt Kren. Cette série de courts métrages (Maman und Papa, Leda und der Schwan, O Tannenbaum, etc.) a été éditée au format DVD.